# Lista de primeiras-damas do estado de Santa Catarina
Esta é a lista que reúne as primeiras-damas do estado de Santa Catarina.
O termo é usado pela esposa do governador de Santa Catarina quando este está exercendo os plenos direitos do cargo. Em uma ocasião especial, o título pode ser aplicado a mulheres que não são esposas, quando o governador é solteiro ou viúvo. Atualmente, não existe ocupação para este título, visto que, o governador Jorginho Mello é divorciado.
Estão vivas as seguintes ex-primeiras-damas: Daisy Werner Salles (viúva de Colombo Machado Salles), Eudéa Barreto (ex-esposa de Jorge Bornhausen), Marita Stadler Córdova (viúva de Henrique Córdova), Mariza Lobo Campos (viúva de Pedro Ivo Campos), Ivone Maldaner (viúva de Casildo Maldaner), Vera Maria Karam Kleinubing (víuva de Vilson Kleinubing), Elianne Maria Peressoni Vieira (esposa de Paulo Afonso Evangelista Vieira), Ângela Amin (esposa de Esperidião Amin), Ivete Appel da Silveira (viúva de Luiz Henrique da Silveira), Maria Bernadete Pavan (esposa de Leonel Pavan), Maria Angelica Colombo (esposa de Raimundo Colombo), Nicole Emiliana Torret Rocha (esposa de Eduardo Pinho Moreira) e Kesia Martins da Silva (esposa de Carlos Moisés da Silva).
A mais recente ex-primeira-dama a falecer foi Maria Pompéia Konder Reis Malburg, em 12 de maio de 2018, irmã do falecido governador Antônio Carlos Konder Reis.

## Lista
| Nº                                           | Nome                                                                   | Imagem                                       | Início do mandato       | Fim do mandato          | Governador(a)                         | Notas e Referências      |
| -------------------------------------------- | ---------------------------------------------------------------------- | -------------------------------------------- | ----------------------- | ----------------------- | ------------------------------------- | ------------------------ |
| Vago; junta governativa catarinense de 1889. | Vago; junta governativa catarinense de 1889.                           | Vago; junta governativa catarinense de 1889. | 17 de novembro de 1889  | 2 de dezembro de 1889   | Junta governativa catarinense de 1889 |                          |
| Vago; o governador era solteiro.             | Vago; o governador era solteiro.                                       | Vago; o governador era solteiro.             | 2 de dezembro de 1889   | 29 de junho de 1890     | Lauro Müller                          |                          |
| 1                                            | Maria del Rosario Josepha Francisca de Paula Izidora de Sbarbi y Osuna |                                              | 29 de junho de 1890     | 10 de novembro de 1891  | Gustavo Richard                       |                          |
| Vago; o governador era solteiro.             | Vago; o governador era solteiro.                                       | Vago; o governador era solteiro.             | 10 de novembro de 1891  | 28 de dezembro de 1891  | Lauro Müller                          |                          |
| Vago; junta governativa catarinense de 1891. | Vago; junta governativa catarinense de 1891.                           | Vago; junta governativa catarinense de 1891. | 29 de dezembro de 1891  | 1º de março de 1892     | Junta governativa catarinense de 1891 |                          |
| Vago; o governador era solteiro.             | Vago; o governador era solteiro.                                       | Vago; o governador era solteiro.             | 1º de março de 1892     | 23 de dezembro de 1892  | Manuel Joaquim Machado                |                          |
| 2                                            | Alexandrina Firmina Leite                                              |                                              | 24 de dezembro de 1892  | 18 de junho de 1893     | Manuel Joaquim Machado                |                          |
| 3                                            | Raquel Aurélia da Luz e Silva                                          |                                              | 18 de junho de 1893     | 22 de abril de 1894     | Eliseu Guilherme da Silva             |                          |
| Vago; o governador era solteiro.             | Vago; o governador era solteiro.                                       | Vago; o governador era solteiro.             | 22 de abril de 1894     | 28 de setembro de 1894  | Antônio Moreira César                 | [ 2 ]                    |
| 4                                            | Etelvina Cezarina Ferreira                                             |                                              | 28 de setembro de 1894  | 28 de setembro de 1898  | Hercílio Luz                          |                          |
| 5                                            | Lacinia Pereira Alvim                                                  |                                              | 28 de setembro de 1898  | 28 de setembro de 1902  | Felipe Schmidt                        |                          |
| 6                                            | Luiza Henriqueta Ferreira de Andrade                                   |                                              | 28 de setembro de 1902  | 6 de março de 1905      | Lauro Müller                          | [ nota 2 ]               |
| 7                                            | Teresa Fiúza Ramos                                                     |                                              | 6 de março de 1905      | 28 de setembro de 1906  | Vidal Ramos                           |                          |
| 8                                            | Thereza Augusta Nóbrega de Oliveira                                    |                                              | 28 de setembro de 1906  | 21 de novembro de 1906  | Abdon Batista                         |                          |
| 9                                            | Maria del Rosario Josepha Francisca de Paula Izidora de Sbarbi y Osuna |                                              | 21 de novembro de 1906  | 29 de setembro de 1910  | Gustavo Richard                       |                          |
| 10                                           | Teresa Fiúza Ramos                                                     |                                              | 29 de setembro de 1910  | 28 de outubro de 1914   | Vidal Ramos                           |                          |
| 11                                           | Lacinia Pereira Alvim                                                  |                                              | 28 de outubro de 1914   | 28 de setembro de 1918  | Felipe Schmidt                        |                          |
| Vago; o governador era viúvo.                | Vago; o governador era viúvo.                                          | Vago; o governador era viúvo.                | 28 de setembro de 1918  | 9 de maio de 1924       | Hercílio Luz                          |                          |
| 12                                           | Maria Adelaide Caldeira                                                |                                              | 9 de maio de 1924       | 20 de novembro de 1925  | Antônio Pereira da Silva e Oliveira   |                          |
| 13                                           | Augusta Schmidt Ferreira de Vianna Bandeira                            |                                              | 20 de novembro de 1925  | 28 de setembro de 1926  | Antônio Vicente Bulcão Viana          |                          |
| Vago; o governador era solteiro.             | Vago; o governador era solteiro.                                       | Vago; o governador era solteiro.             | 28 de setembro de 1926  | 29 de setembro de 1930  | Adolfo Konder                         |                          |
| 14                                           | Alaide Pereira Alvim Aducci                                            |                                              | 29 de setembro de 1930  | 25 de outubro de 1930   | Fúlvio Aducci                         |                          |
| 15                                           | Diomira Vieira                                                         |                                              | 25 de outubro de 1930   | 26 de outubro de 1932   | Ptolomeu de Assis Brasil              |                          |
| 16                                           | Arminda Coryntha Marçal da Silva                                       |                                              | 26 de outubro de 1932   | 19 de abril de 1933     | Rui Zobaran                           |                          |
| 17                                           | Guilhermina Schmidt Ramos                                              |                                              | 19 de abril de 1933     | 1º de maio de 1935      | Aristiliano Ramos                     |                          |
| 18                                           | Beatriz Ramos                                                          |                                              | 1º de maio de 1935      | 6 de novembro de 1945   | Nereu Ramos                           |                          |
| 19                                           | Maria Antonieta Pires de Carvalho e Albuquerque                        |                                              | 6 de novembro de 1945   | 8 de fevereiro de 1946  | Luís Gallotti                         |                          |
| 20                                           | Olga Weickert                                                          |                                              | 8 de fevereiro de 1946  | 26 de março de 1947     | Udo Deeke                             |                          |
| 21                                           | Ruth Hoepcke                                                           |                                              | 26 de março de 1947     | 31 de janeiro de 1951   | Aderbal Ramos da Silva                | [ 3 ]                    |
| 22                                           | Maria Konder                                                           |                                              | 31 de janeiro de 1951   | 31 de janeiro de 1956   | Irineu Bornhausen                     | [ 4 ]                    |
| 23                                           | Kyrana Atherino                                                        |                                              | 31 de janeiro de 1956   | 16 de junho de 1958     | Jorge Lacerda                         | [ 5 ]                    |
| 24                                           | Lucília Corrêa                                                         |                                              | 16 de junho de 1958     | 31 de janeiro de 1961   | Heriberto Hülse                       |                          |
| 25                                           | Edith Müller de Albuquerque Gama                                       |                                              | 31 de janeiro de 1961   | 31 de janeiro de 1966   | Celso Ramos                           |                          |
| 26                                           | Zilda Luchi                                                            |                                              | 31 de janeiro de 1966   | 15 de março de 1971     | Ivo Silveira                          | [ 6 ]                    |
| 27                                           | Daisy Werner                                                           |                                              | 15 de março de 1971     | 15 de março de 1975     | Colombo Machado Salles                |                          |
| 28                                           | Maria Pompéia Konder Reis Malburg                                      |                                              | 15 de março de 1975     | 15 de março de 1979     | Antônio Carlos Konder Reis            | [ 7 ] [ nota 3 ]         |
| 29                                           | Eudéa Barreto                                                          |                                              | 15 de março de 1979     | 14 de maio de 1982      | Jorge Bornhausen                      |                          |
| 30                                           | Marita Stadler                                                         |                                              | 14 de maio de 1982      | 15 de março de 1983     | Henrique Córdova                      |                          |
| 31                                           | Ângela Amin                                                            |                                              | 15 de março de 1983     | 15 de março de 1987     | Esperidião Amin                       |                          |
| 32                                           | Mariza Lobo                                                            |                                              | 15 de março de 1987     | 27 de fevereiro de 1990 | Pedro Ivo Campos                      |                          |
| 33                                           | Ivone Maldaner                                                         |                                              | 27 de fevereiro de 1990 | 15 de março de 1991     | Casildo Maldaner                      |                          |
| 34                                           | Vera Maria Karam                                                       |                                              | 15 de março de 1991     | 6 de abril de 1994      | Vilson Kleinübing                     |                          |
| Vago; o governador era solteiro.             | Vago; o governador era solteiro.                                       | Vago; o governador era solteiro.             | 6 de abril de 1994      | 1º de janeiro de 1995   | Antônio Carlos Konder Reis            |                          |
| 35                                           | Elianne Maria Peressoni                                                |                                              | 1º de janeiro de 1995   | 1º de janeiro de 1999   | Paulo Afonso Evangelista Vieira       |                          |
| 36                                           | Ângela Amin                                                            |                                              | 1º de janeiro de 1999   | 1º de janeiro de 2003   | Esperidião Amin                       |                          |
| 37                                           | Ivete da Silveira                                                      |                                              | 1º de janeiro de 2003   | 9 de abril de 2006      | Luiz Henrique da Silveira             | [ 8 ]                    |
| 38                                           | Ivane Fretta Moreira                                                   |                                              | 9 de abril de 2006      | 1º de janeiro de 2007   | Eduardo Pinho Moreira                 | [ 9 ]                    |
| 39                                           | Ivete da Silveira                                                      |                                              | 1º de janeiro de 2007   | 25 de março de 2010     | Luiz Henrique da Silveira             | [ 8 ]                    |
| 40                                           | Maria Bernadete Pavan                                                  |                                              | 25 de março de 2010     | 1º de janeiro de 2011   | Leonel Pavan                          | [ 10 ]                   |
| 41                                           | Maria Angelica Colombo                                                 |                                              | 1º de janeiro de 2011   | 5 de abril de 2018      | Raimundo Colombo                      | [ 11 ]                   |
| 42                                           | Nicole Emiliana Torret Rocha                                           |                                              | 5 de abril de 2018      | 1 de janeiro de 2019    | Eduardo Pinho Moreira                 | [ 12 ] [ 13 ] [ nota 4 ] |
| 43                                           | Kesia Martins da Silva                                                 |                                              | 1 de janeiro de 2019    | 1 de janeiro de 2023    | Carlos Moisés                         | [ 14 ]                   |
| Vago; o governador é divorciado.             | Vago; o governador é divorciado.                                       | Vago; o governador é divorciado.             | 1 de janeiro de 2023    | à atualidade            | Jorginho Mello                        |                          |